# 六壬神課
六壬神課（りくじんしんか）は、およそ2000年前の中国で成立した占術である。時刻を元に天文と干支を組み合わせて占う。単に「六壬」と呼ばれることもある。時刻から天文についての情報を取り出すとき、式盤

と呼ばれる簡易な器具を使用することがある。つまり式占の一種

で、六壬式や玄女式とも呼ばれている。玄女式の名称は、六壬神課が女神である九天玄女娘娘から伝えられたとする伝説に由来する。

## 概要
六壬神課では月将とよぶ太陽の黄道上の位置の指標と時刻の十二支から、天地盤と呼ぶ天文についての情報を取り出し、これと干支術を組み合わせて占う。月将は西洋占星術のサン・サインと1対1の関係があり、天地盤はサインとハウスだけから構成されるホロスコープに等しい。天地盤を作成するときに式盤と呼ばれる簡易な器具を使用することがある。
平安時代 - 鎌倉時代にかけて、陰陽道を統括していた陰陽寮では黄帝龍首経等の六壬神課のテキストが使用されていた。また平安時代の著作である新猿楽記では十君夫が陰陽先生の賀茂道世である。この賀茂道世は架空の人物ではあるが、六壬のテキストである『金匱経』等を読みこなしており「四課三伝明々多々也」とある。このことから当時、六壬神課は陰陽師にとって必修の占術であったと考えられる。なお金沢文庫に伝わっている『卜筮書』は完本ではないが、六壬を解説した最古の写本であることが判っている。
陰陽師として有名な安倍晴明は『占事略决』という六壬の解説書を子孫のために残したとされる。また安倍晴明を含めて、朝廷の諮問により陰陽師が六壬を使って占った結果は、六壬式占文という形で答申がおこなわれた。六壬式占文のいくつかは現代に伝わっている。
日本における六壬神課の伝承は江戸時代にはほぼ途絶えてしまったようである。一方、中国では伝承が途絶えることがなく、時代を経て風格の異なる六壬が生み出されてきた。昭和初期に阿部泰山が、六壬の古典の一つである『六壬尋源』を『天文易学六壬神課』として翻訳して公開したことで、再度六壬が日本に紹介され現在に至っている。

## 特徴

### 式占術としての六壬神課
六壬神課は天地盤の作成に式盤を使用することがあり「式占」(しきせん)の1種である。六壬神課は飛鳥時代には既に日本で受容されていたが、602年の百済僧観勒による招来が記録に残る最初の招来である。
式占で使用する式盤は、天盤と呼ばれる円形の盤と地盤と呼ばれる方形の盤を組み合わせたもので、円形の天盤が回転する構造となっている。天盤が円く地盤が方形なのは、中国で生まれた天円地方の考えに則っているからである。式盤作成において、地盤には雷に撃たれた棗、天盤には楓（フウ）にできるコブである楓人（フウジン）が正しい材料とされている。棗は地の事を知る樹木とされ、雷撃を受けることで天地を繋ぐ性質を持つとされる。楓は天の事を知る樹木とされ呪力を有しており、楓で作られた枷のみが蚩尤を拘束できた。
六壬神課の式盤では、地盤に十干、十二支、四隅の門とそれに対応する八卦、二十八宿などが、天盤には西洋占星術の黄道十二宮と対応する十二神、十二天将などが記載されている。天盤の十二神のなかで太陽が位置するサン・サインに対応する月将の神を地盤の時刻の十二支に合わせることで、六壬神課の天地盤が得られる。

### 占うにあたっての手続き
六壬神課で占うにあたっての手順を大まかに説明しておくと、
1. 占おうとした時刻において、太陽の黄道上での位置の指標である月将と、時刻の十二支から天地盤を作成する。
2. 占おうとした時刻における、日の干支と天地盤から四課（しか）を出す。
3. 四課と天地盤から三伝を出す。
4. 天地盤の天盤十二神に十二天将を配布する。
5. 空亡、徳神、禄神といった吉神凶煞[4]を天盤十二神に配布する。
6. 四課三伝、天地盤の特徴から特殊な構成に当てはまるかどうか判断する。

という手順になる。特に三伝を出す場合に適用される手続きが何種類もある上に、手続きの適用規則も複雑である。日本でよく知られているような巻末の暦を引けばそれで手続き完了の占術と比べると、格段に複雑な占術である。
占術としての六壬の特徴は、自分と相手、自分と物といった二者関係においてその関係の吉凶象意、起こるであろう事態の帰趨を細かく占うことができるところにある。六壬神課では天地盤、四課三伝からこういった事柄を占っていく。

### 判断方法の概略
天地盤、四課三伝の作成が終わった後、吉凶を判断するには大まかに以下の2点についての吉凶を勘案して総合的な吉凶を出す。
- 四課三伝の構成上の特徴
- 日干五行の強弱

そして、天盤十二神やそれに配布された十二天将が持つ象徴から、現実の人物・事物・事象と四課三伝を対応付けて、どのような人、物、出来事を判断する。

## 六壬の名を持つ占術
現在、中国圏や日本で実践されている六壬にも多くの種類がある。現代の日本で知られている占法は、陰陽道における伝承が一度途絶えてしまった関係で中国の書『大六壬探源』等がベースとなっていることが多い。
また同じく六壬の名を持つ「小六壬」という占術がある。小六壬では太陰太陽暦の日付と時刻から大安・留連・速喜・赤口・小吉・空亡の六曜を出してその時刻における吉凶を判断する
。
これら六曜は十二天将の一部を起源としているとされている。そこから六壬の名を冠するようになったらしいが、その変遷の詳細は不明である。また通常の六壬を小六壬と区別するために「大六壬」と呼ぶことがある。
またこれらとは別に六壬金口訣もしくは金口訣六壬と呼ばれる術があり、六壬天地盤を使用するところが大六壬と共通している。伝説では六壬金口訣の創始者は中国戦国時代の斉の軍師の孫臏である。孫臏は六壬神課を元に『六壬神課金口訣大全』を著したとされ、これが六壬金口訣の原典となっている。